# Hillman (Michigan)
Hillman è un comune degli Stati Uniti d'America nella contea di Montmorency nello Stato del Michigan.
Pressoché tutto il territorio comunale è all'interno della township di Hillman. Solo una piccolissima porzione orientale del territorio comunale si trova nella giurisdizione della contea di Alpena ed è contigua alla township di Green.